# Hardcore hip hop
Hardcore hip-hop nebo hardcore rap je subžánr hip-hopu, který se vyvinul z east Coast hip-hopu v 80. letech. Byl propagován interprety jako Schoolly D, Spoon Gee, Boogie Down Productions a Kool G Rap a je obecně charakterizován agresivním zvukem a konfrontační texty, které odrážejí zkušenosti městského černého muže. Po přelomu začátkem 90. let se stal hardcore hip hop populárním přechodným stylem v polovině 90. let.

## Historie
Hardcore rap začal jako east coast hip-hop během 80. let, kdy se interpreti jako Run-D.M.C., Schoolly D, Boogie Down Productions, Spoon Gee, Public Enemy a Kool G Rap začali vyhýbat tématům flámování a vychvalování. Jejich hudba odráží často kruté a pochmurné zkušenosti rapperovho městského okolí. Skupina Run-D.M.C. byla označována za první hardcore hip-hopovou skupinu. Začátkem 90. let se stal hardcore rap do značné míry synonymem pro West Coast Gangsta (gangsterský) rap, jehož názorným příkladem jsou umělci jako NWA, dokud se v roce 1993 objevil Wu-Tang Clan. Minimalistické beaty Wu-Tang Clanu a klavír se staly široce populárními mezi jinými hiphopovými interprety té doby.

## Charakteristika
Se stylem byl spojován žánr gangsta rap, avšak hardcore hip-hop se netočí kolem "gangsta" témat, i když je tam mnoho společného, a to zejména mezi hardcore rappery 90. let. Allmusic říká, že hardcore hip-hop je charakteristický "konfrontací a agresivitou, ať už v lyrických předmětech, tvrdě řízenými beaty a produkcí nebo jejich kombinací. Russell Potter napsal, že zatímco hardcore rap byl spojován s "monolitickým 'gangsta' postojem" v populárním tisku, hardcore rappeři "uplatňují nárok na široké spektrum".